# Christoph 31
Christoph 31 ist der Funkrufname eines in Berlin von der ADAC Luftrettung betriebenen Rettungshubschraubers (RTH), der im Rettungsdienst der Berliner Feuerwehr zur Luftrettung eingesetzt wird.
Christoph 31 flog in den vergangenen Jahren von allen deutschen Rettungshubschraubern die meisten Einsätze in Abhängigkeit vom Alarmierungssystem. Die Anzahl der Einsätze weist eine im Bundesdurchschnitt sehr hohe Fehleinsatzquote auf. Die Berliner Station absolvierte 2015 insgesamt 3838 Einsätze, während die zweitplatzierte Station (Christoph Europa 1, Aachen/Würselen) auf lediglich 2162 Einsätze kam. Nach Angaben des ADAC war Christoph 31 der Rettungshubschrauber mit den weltweit meisten Luftrettungseinsätzen pro Tag im Jahr 2017.

## Station, Besatzung und Einsatz
Der Hubschrauber ist regulär im ADAC-Luftrettungszentrum Berlin auf dem Campus Benjamin Franklin der Charité in Berlin-Lichterfelde stationiert.
Christoph 31 ist täglich von Sonnenaufgang, frühestens 7 Uhr, bis Sonnenuntergang in Einsatzbereitschaft. Er wird von der Feuerwehr-Leitstelle Berlin zu Rettungseinsätzen mit Notarztindikation alarmiert, wenn ein Notarzteinsatzfahrzeug (NEF) nicht rechtzeitig zur Verfügung steht oder die Art der Verletzung den Transport eines Patienten mittels Hubschrauber erforderlich macht. In der Behördenstruktur der Berliner Feuerwehr handelt es sich bei Christoph 31 um eine Stützpunktwache (4206 RTH Christoph 31), die der Direktion West untersteht.
Der Einsatzbereich umfasst neben dem gesamten Land Berlin auch angrenzende Teile des Landes Brandenburg, nämlich die kreisfreie Stadt Potsdam und die Landkreise Oberhavel, Barnim, Märkisch-Oderland, Oder-Spree, Dahme-Spreewald, Teltow-Fläming, Havelland und Potsdam-Mittelmark. Rechtsgrundlage hierfür ist insbesondere eine Vereinbarung zwischen dem Land Berlin und dem Land Brandenburg über die Zusammenarbeit in der Luftrettung auf Basis eines Staatsvertrages über die Zusammenarbeit in der Notfallrettung zwischen beiden Ländern.
Bei seinen Einsätzen ist Christoph 31 mit jeweils einem von der ADAC Luftrettung gestellten Piloten und Notfallsanitäter sowie einem von der Charité gestellten Notarzt besetzt. Es arbeiten grundsätzlich drei feste Piloten, rund zwölf Notärzte und vier Notfallsanitäter im Wechsel, um eine ständige Alarmbereitschaft zu garantieren. Die Notfallsanitäter gehören als HEMS Technical Crew Member zur Hubschrauberbesatzung und unterstützen den Piloten im Bereich der Kommunikation und Navigation, während der Notarzt juristisch gesehen ein Passagier ist.

## Geschichtliches

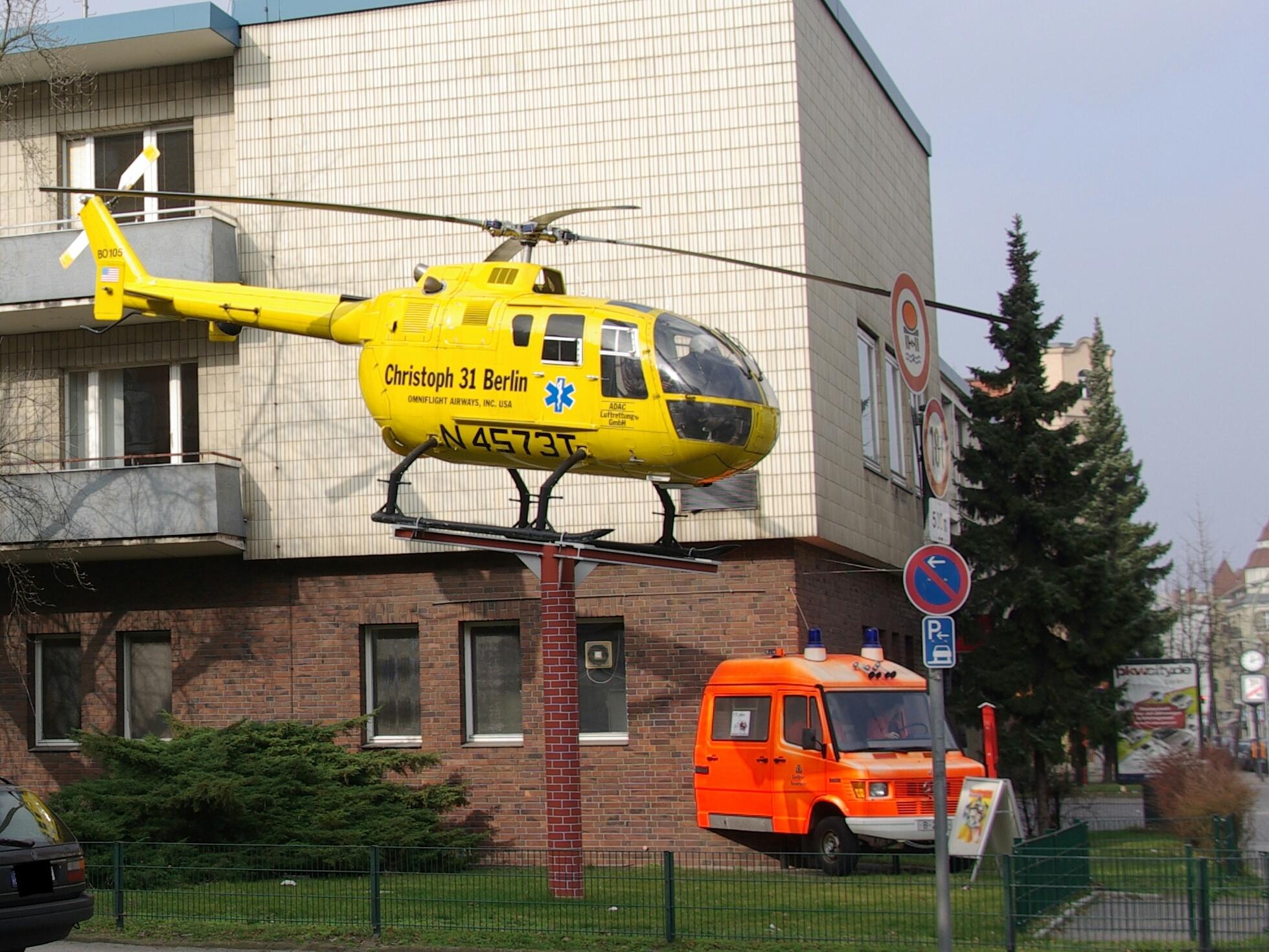
Bölkow Bo 105 mit US-Kennzeichen vor dem Feuerwehrmuseum Berlin

Christoph 31 hob offiziell erstmals am 13. Oktober 1987 zu Rettungsflügen ab. Aufgrund des Viermächte-Status durften in West-Berlin nur Flugzeuge der Alliierten fliegen. Daher kooperierte die ADAC Luftrettung mit der amerikanischen Gesellschaft Omniflight Airways, so dass Christoph 31 von 1987 bis September 1992 offiziell unter amerikanischer Flagge und amerikanischem Kennzeichen (N4573T) flog.
Seit 15. November 2001 fliegt ein Hubschrauber vom Typ Eurocopter EC 135 die Einsätze als Christoph 31.
Im Sommer 2006 flog anlässlich der Fußball-WM in Berlin für mehrere Monate ein zusätzlicher RTH an Berlins Himmel: Christoph 31 Bravo (kurz: Christoph 31 b), der am Bundeswehrkrankenhaus Berlin stationiert war.
Ab Januar 2009 flog die D-HDEC als Stammmaschine in Berlin, die mit dem Sandfilter Centrisep von Pall ausgestattet ist. Die anderen EC 135 der ADAC Luftrettung werden seit 2010 schrittweise mit dem Sand- und Partikelfilter Inlet Barrier Filter (IBF) von Eurocopter ausgerüstet, der mit einem anderen Wirkprinzip als der Centrisep arbeitet. Die Umrüstung der D-HDEC blieb offen. Vom 19. Juni 2012 bis zum 12. August 2020 war die D-HBYH die Stammmaschine (Stand August 2020); sie war bereits mit dem IBF ausgestattet.
Am 19. Oktober 2007 wurde mit einem Festakt im Steglitzer Hangar das 20-jährige Jubiläum von Christoph 31 gefeiert. Am 14. Oktober 2012 fand ein Tag der offenen Tür anlässlich des 25-jährigen Jubiläums statt. Vertreten war auch Frank Henkel als zuständiger Senator für Inneres und Sport des Landes Berlin.
Mit 3331 Einsätzen im Jahr 2017 war Christoph 31 nach Angaben des ADAC der Rettungshubschrauber mit den weltweit meisten Luftrettungseinsätzen pro Tag. Unter den 3331 Einsätzen waren 864 Fehleinsätze; von insgesamt 61.944 Flugminuten im Jahr 2017 entfielen 12.959 Flugminuten auf Fehleinsätze (ohne Vor- und Nachlaufzeit).
Am 26. Juni 2019 absolvierte Christoph 31 seinen 75.000 Einsatz seit Beginn der Luftrettung in Berlin im Jahr 1987.
Vom 21. Juni 2018 bis 25. Februar 2020 war er vorübergehend am Flughafen Berlin-Schönefeld stationiert, da Landeplatz und Station des Stammsitzes umgebaut wurden. Neben diesen wurden Infrastrukturmaßnahmen (Wasser- und Stromleitungen, Befestigung des Weges) an der angrenzenden Paul-Schwarz-Promenade entlang des Teltowkanals durchgeführt. Plangemäß sollten die Bauarbeiten bis September 2019 abgeschlossen werden, verzögerten sich jedoch. Am 12. August 2020 wurde die EC135 T2 durch eine H135 mit dem Luftfahrzeugkennzeichen D-HXCA ersetzt.
2019 beauftragte die Senatsverwaltung für Inneres und Sport die Berliner Feuerwehr mit der Neuvergabe der Konzession für die gesamte Luftrettung im Land Berlin. Beauftragt wurde, auch mit dem Betrieb von Christoph 31, schließlich die DRF Luftrettung für den Zeitraum vom 1. Januar 2020 bis zum 31. Dezember 2027 mit einer zweijährigen Vertragsverlängerungsoption. Gegen diese Entscheidung klagte die ADAC Luftrettung. Der Rechtsstreit endete im Dezember 2021 mit einem Vergleich vor dem Vergabesenat des Kammergerichts, der besagt, dass die ADAC Luftrettung bis zum 31. Dezember 2025 Betreiber bleibt.

## Sonstiges
Der Name Christoph 31 geht auf den heiligen Christophorus zurück, den Schutzpatron der Reisenden. Nach ihm tragen alle deutschen Rettungshubschrauber grundsätzlich den Namen Christoph, gefolgt von einer Nummer.
In Berlin ist ferner der Intensivtransporthubschrauber Christoph Berlin stationiert, der bei Bedarf auch Notfalleinsätze fliegt. Er untersteht ebenfalls der Feuerwehr-Leitstelle Berlin. Betrieben wird er von der DRF Luftrettung und ist am Unfallkrankenhaus Berlin in Biesdorf stationiert. Im Gegensatz zum Christoph 31 ist er 24 Stunden täglich einsatzfähig.
Zu Beginn des Jahres 2024 ging ein weiterer Rettungshubschrauber in Berlin in Dienst. Christoph 100 wird von der DRF Luftrettung betrieben, ist am Helios Klinikum Berlin-Buch stationiert und täglich von 6 bis 22 Uhr im Dienst.